# 水平社宣言
水平社宣言（すいへいしゃせんげん）は、全国水平社創立大会で採択された宣言文。全国水平社創立宣言とも呼ばれる。
1922年、全国水平社創立大会が開かれ、水平社宣言は西光万吉が起草し平野小剣が添削し、駒井喜作が読み上げた。

## 特徴
- 米騒動後の同情融和思想の本質が人間の冒涜であることを、両義的字句の「勦（いたわる。　旧かな遣い : いたはる)」を二ヶ所用いて表現した。同時に「勦」の送り仮名に「抜け字」(脱字)を用いて「る」とし、もう一つには「はる」と表示した。これは起草者西光万吉が人権宣言の未完を通じて、人権確立の困難性を示唆しようとしたものである。なお、西光は美術家でもあり、当時の外来の芸術思潮として受容された「ドイツ表現主義」の影響を受けて、内面からの表現を重視した。反差別に対して集団運動の必然性を説き、根元的な人間の尊厳を高唱した。

## 余話
- 米国、ロシア、英国、フランス等においては、『日本で初めての本来民衆による解放運動が起こった』との旨で、トップニュースで伝えられたという。
- 締めの一文である『人の世に熱あれ、人間に光あれ』は、人権標語などにたびたび用いられ、広く認知されている。
- 水平社創立、水平社宣言発表までを描いたドラマ｢3月3日の風｣がある。
- 締めくくりの言葉にある「人間」を（じんかん）と読むのは仏教由来である。「人に個別に光があたるんじゃなくて、人と人の間の万物すべてに光があたることで、人も物も平等になるという意味」とのこと。初出は『部落解放』1995年390号（解放出版社・1995年6月10日発行）にある永六輔のインタビュー記事「ぼくが出会った西光さん」である。記事では、浄土真宗の家に生まれた永が西光に「『人間』は『にんげん』と読むんじゃなくて、『じんかん』と読むんじゃないんですか」と質問し、西光は「いいんです、『にんげん』で。でも、ほんとうは『じんかん』なんです」と回答している。
- 一方、全国水平社が発行した『水平』第一巻創立大会号（水平出版部・1922年7月発行）の「全國水平社創立大會記」では、水平社宣言が振り仮名つきで掲載されており、本文では「人間（にんげん）」と読んでいる。